# .cm
.cm е интернет домейн от първо ниво за Камерун. Администрира се от Camtel. Представен е през 1995 г.